# Pteros

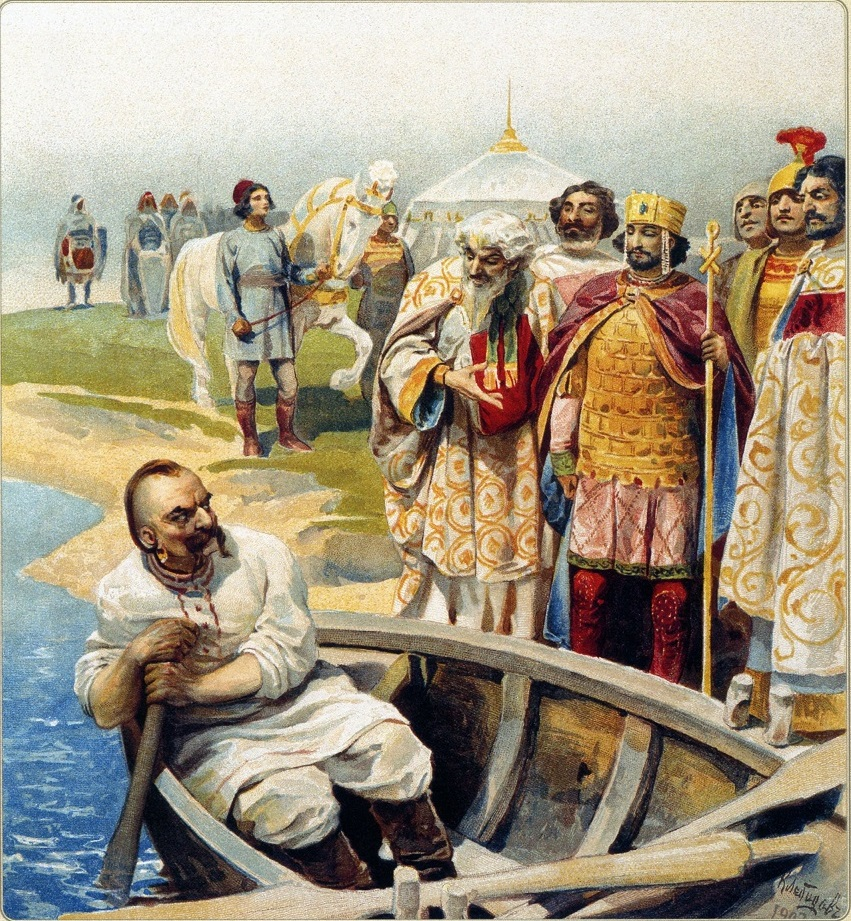
Le grand-prince de la Rus' de Kiev Sviatoslav Ier à Pteros, recevant Jean Ier Tzimiskès en 970 (peinture de Claude Lebedev, 1852-1916).

Pteros ("ailé" en grec, cité par Apollonios de Rhodes et Hérodote) est un lieu-dit du delta du Danube, en Dobrogée, région historique de l'actuelle Roumanie. Il se situe près du village actuel de Dunavățu de Jos (ro), non loin du bras de Saint Georges, le plus méridional du delta.

## Histoire
Dans les sources antiques, ce cap, qui surplombait alors le Pont Euxin, est décrit sous le nom de « promontoire Pteros » (Πτεροϛ Ακρα) « surplombant l'île de Peuké » (Πεύκη, peut-être l'île Popina ou bien la partie du delta danubien sise entre les bras de Sulina et celui de Saint-Georges). À l'époque romaine tardive, alors que les alluvions danubiennes avaient déjà fait reculer la mer, se dresse ici le castrum de Platei Pegiae. Alaric Ier futur roi des Wisigoths, alors fœderati de l'Empire (du mot latin fœdus : troupes barbares irrégulières sous commandement romain), y naît vers 370. Le castrum est, peu après, détruit par les Huns et abandonné.
Le promontoire reste cependant une position stratégique et, en 680, une flotte byzantine le contourna pour tenter d'empêcher les Bulgares de passer le Danube, mais les grecs furent vaincus à la bataille d'Ongal : les Bulgares entrèrent dans l'Empire byzantin et fondèrent dans les Balkans le Premier Empire bulgare. En 970, le tsar russe, Sviatoslav Ier y établit son camp, nommé Péréïaslavetz, lors de ses campagnes contre l'Empire bulgare. Passé du côté bulgare, il est vaincu l'année suivante par les grecs, qui reprennent le contrôle du pays.
On trouve également ici les ruines d'un fanal (probablement génois, car au XIVe siècle les Génois avaient de nombreux comptoirs dans la région, tel Licostomo près de Chilia). 
À la fin du XVIIe siècle ces rives, jusqu'alors peuplées de valaques, de grecs et de turcs, accueillirent aussi des lipovènes, l'une des confessions des vieux-croyants russes, adeptes de Daniel Filipov le Pustosviat (« saint anachorète ») de Kostroma (1672-1742). Ces pieux réfugiés, fuyant l'autocratie des tsars, apprirent des autochtones la construction navale et la pêche, ainsi que les noms, pour la plupart d'origine grecque, des poissons et de la navigation maritime. Sur la carte de la Russie et de la Turquie d'Europe dressée en 1811 par le capitaine E. Lapie du corps des ingénieurs géographes (et publiée en 1812 par P.A.P. Tardieu), apparaissent les deux villages lipovènes de Bârleni et de Filipești (en russe Barleny et Filipeskoïé) qui correspondent aux villages actuels de Dunavățu de Sus et Dunavățu de Jos.

## Source bibliographique
- Ion Bitoleanu, Adrian Rădulescu, Histoire de la Dobrogée, éd. Ex Ponto, Constanța, 1998  (ISBN 973-9385-32 X).

## Note
1. ↑  E. Radzinsky, Raspoutine : l'ultime vérité, JC Lattès, 2000.